# Nigeria na Letnich Igrzyskach Olimpijskich 1952
Nigerię na Letnich Igrzyskach Olimpijskich 1952 reprezentowało dziewięciu lekkoatletów. Był to debiut reprezentacji w igrzyskach olimpijskich.

## Wyniki

### Lekkoatletyka
Mężczyźni
- Edward Ajado
- Muslim Arogundade
- Titus Erinle
- Boniface Guobadia
- Josiah Majekodunmi
- Karim Olowu
- Rafiu Oluwa
- Nafiu Osagie
- Sylvanus Williams